# Едгар Пенгборн
Едгар Пенгборн (англ. Edgar Pangborn. 25 лютого 1909 — 1 лютого 1976) — американський письменник-фантаст. Також займався створенням музики.

## Біографія
Едгар Пенгборн народився 25 лютого 1909 року в Нью-Йорку, в сім'ї Гарі і Джорджії Пенгборн. Його мати була письменницею, писала містичну прозу і поезію, а батько працював адвокатом і редактором для вебстерського словника. До 1919 року він навчався дома, потім пішов до Бруклінської школи, а в 1924 році він поступив в Гарвардський університет, проте покинув навчання в 1926. Після цього він навчався в Консерваторії Нової Англії, але не закінчив її також. Його перший роман A-100: Містична історія (англ. A-100: A Mystery Story) він написав під псевдонімом Брюс Гаррісон в 1930 році. Після нього Едгар займався різними роботами, писав історії для детективних журналів (завжди під псевдонімами, один з найпопулярніших — Нейл Райдер (англ. Neil Ryder), а в 1939—1942 роках навіть працював фермером. Під час Другої світової служив в медичних частинах американської армії.
Після війни він почав писати наукову фантастику. Його перший опублікований твір Angel's Egg в журналі «Galaxy Science Fiction» 1951 року здобув швидке визнання, його було перекладено шістьма мовами та перевидано понад двадцять разів. Після цього його твори регулярно з'являлись в літературних журналах, науково-фантастичних і детективних. Роман Дзеркало для спостерігачів (англ. A Mirror for Observers) виграв міжнародну премію фантастики в 1954 році. Після нього ще декілька романів вигравали різноманітні нагороди, зокрема роман Дейві (англ. Davy), перший роман з циклу творів Tales of a Darkening World номінувався на премію Г'юго в 1966 році. Історія Longtooth (1970) теж номінувалась на цю премію, а коротка повість Mount Charity (1971) номінувалась на премію Неб'юла.
Останні роки Едгар жив в Беарсвілі, на півночі Нью-Йорка при цьому він активно писав аж до своєї смерті 1 лютого 1976 року. Після його смерті залишилось багато неопублікованих творів, які були зібрані в збірнику Still I Persist in Wondering (1978). Через 27 років після його смерті, у 2003 році, йому присудили Премію повторного відкриття Кордвайнера Сміта.

### Розповіді сутінкового світу (англ.Tales of a Darkening World)
- 1964 — роман «Дейві» (англ. Davy), написано на основі двох коротких повістей:
  - 1962 — повість «The Golden Horn»
  - 1962 — повість «A War of No Consequence»
- 1966 — роман «Справедливість Єви» (англ. The Judgment of Eve)
- 1974 — роман «Компанія Слави» (англ. The Company of Glory)
- 1978 — колекція «Я все ще зацікавлений» (англ. Still I Persist in Wondering)
  - 1972 — повість «Tiger Boy»
  - 1973 — повість «The World is a Sphere»
  - 1973 — повість «My Brother Leopold»
  - 1973 — повість «The Freshman Angle»
  - 1974 — повість «The Children's Crusade»
  - 1974 — повість «The Legend of Hombas»
  - 1974 — повість «The Witches of Nupal»
  - 1974 — повість «The Night Wind»
  - 1975 — повість «Harper Conan and Singer David»
  - 1975 — повість «Mam Sola's House»
  - 1978 — есе «Author's Note»

### Інші фантастичні твори
- 1951 — повість «Angel's Egg»
- 1953 — оповідання «Darius»
- 1953 — оповідання «Pick-Up for Olympus»
- 1953 — роман «Захід Сонця» (англ. West of the Sun)
- 1954 — повість «The Music Master of Babylon»
- 1954 — роман «Дзеркало для спостерігачів» (англ. A Mirror for Observers), виграв міжнародну премію фантастики
- 1959 — оповідання «The Ponsonby Case» (оригінальна назва «The Naked Man in the Elephant House»)
- 1959 — повість «The Red Hills of Summer»
- 1960 — повість «The Wrens in Grampa's Whiskers»
- 1960 — оповідання «The Good Neighbors»
- 1964 — оповідання «Maxwell's Monkey»
- 1965 — оповідання «Wogglebeast»
- 1965 — оповідання «A Better Mousehole»
- 1970 — повість «Longtooth»
- 1971 — повість «Mount Charity»

### Інші романи
- 1930 — містичний роман «А-100: Містична історія» (англ. A-100: A Mystery Story), під псевдонімом Брюс Гаррісон;
- 1958 — історичний роман «Незамана природа весни» (англ. Wilderness of Spring)
- 1961 — містичний роман «Справа Каллісти Блейк» (англ. The Trial of Callista Blake)